# Transmission Motor Company
Die Transmission Motor Company war ein Hersteller von Automobilen in Pakistan.

## Unternehmensgeschichte
Das Unternehmen mit Sitz in Karatschi gehörte zu Transmission Engineering Industries Limited. Die Produktion von Automobilen begann je nach Quelle 2004 oder 2006. Der Markenname lautete TMC. Die Produktionskapazität belief sich auf 5000 Fahrzeuge jährlich. 2011 endete die Produktion.

## Fahrzeuge
Der Alif war ein viertüriger Personenkraftwagen, der Bay Van ein Kastenwagen und der Bay Pick-up ein Pick-up. Die Basis der Fahrzeuge bildete ein Leiterrahmen aus Stahl. Der Radstand betrug 188 cm. Ein Einzylinder-Viertaktmotor mit 200 cm³ Hubraum und 15 PS trieb die Hinterräder an.